# 乳香

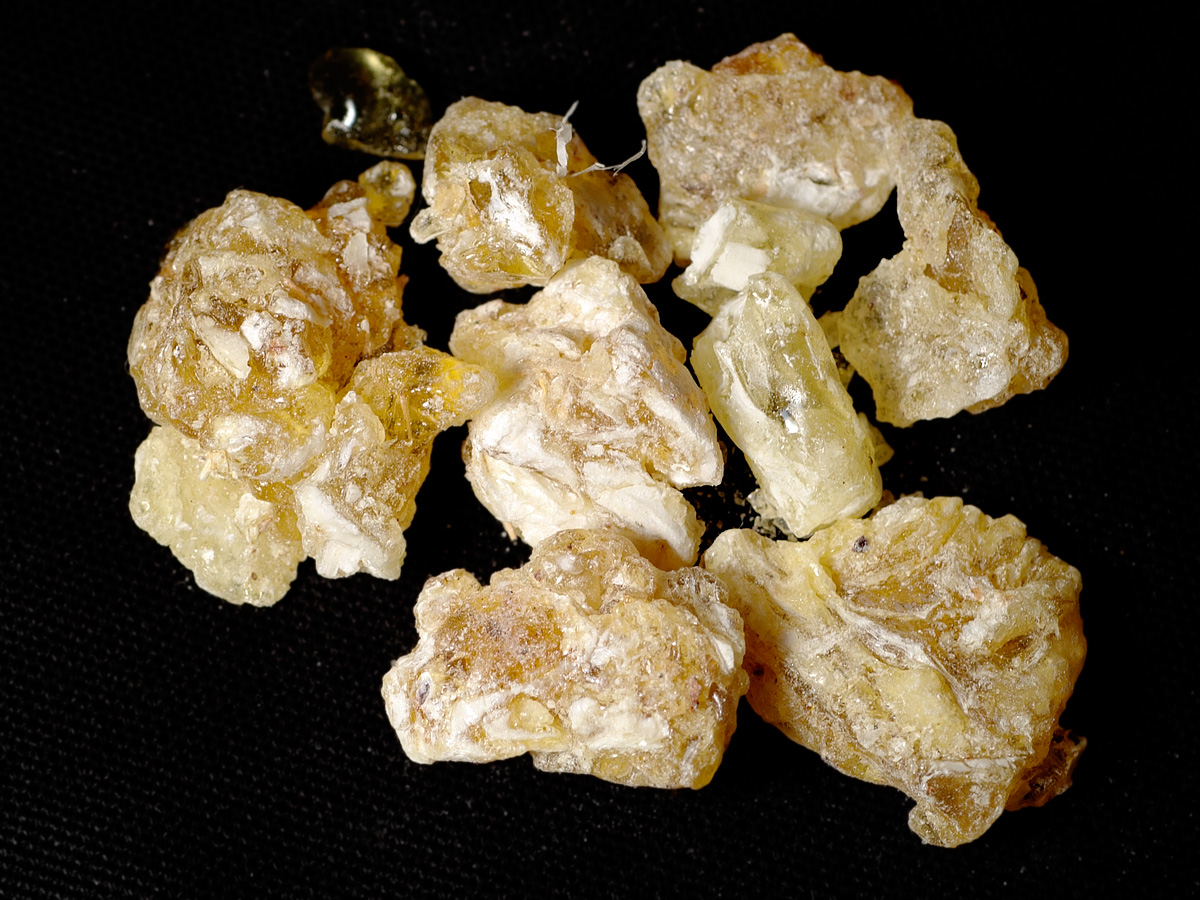
乳香

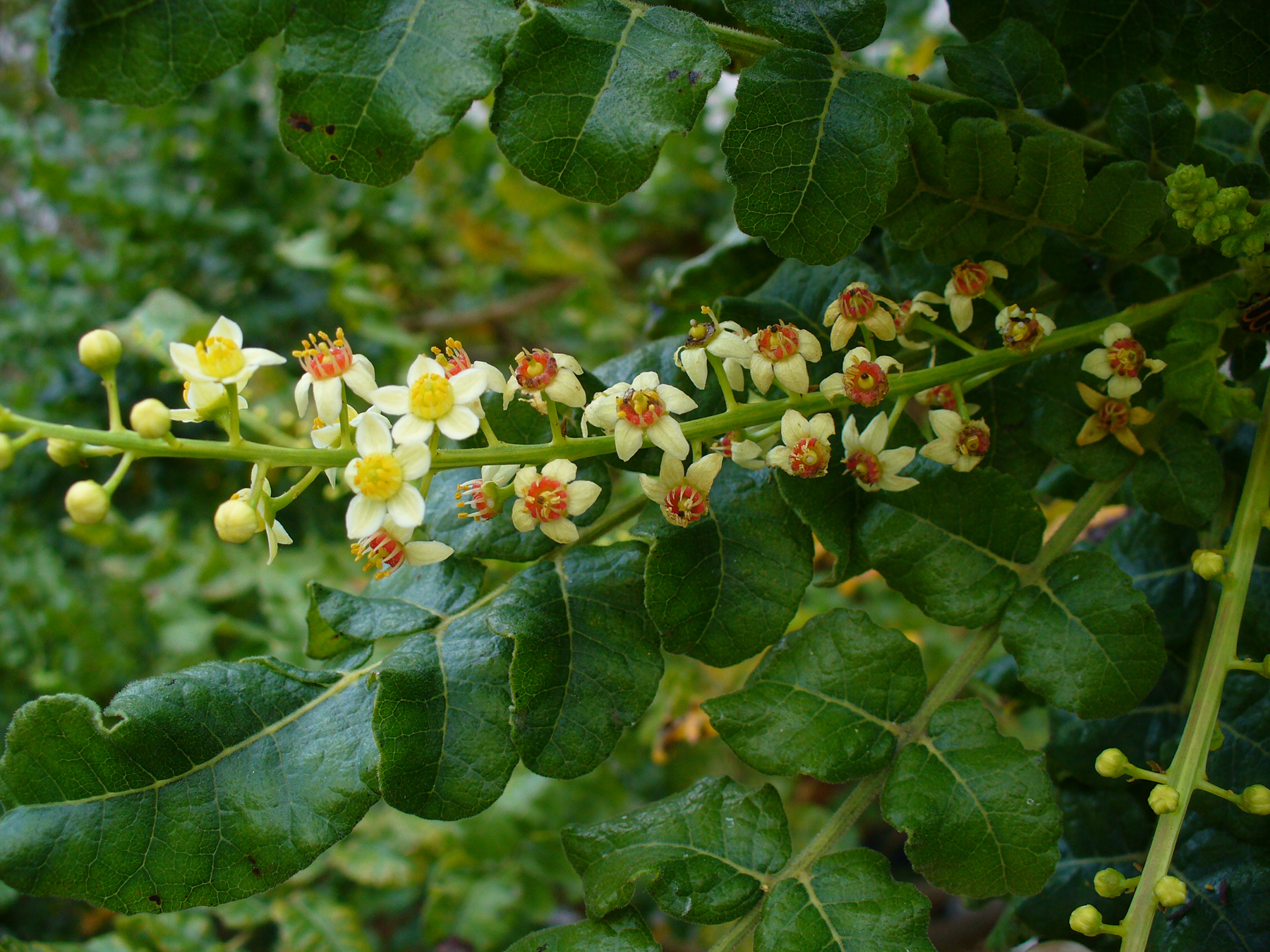
ボスウェリア属植物の花

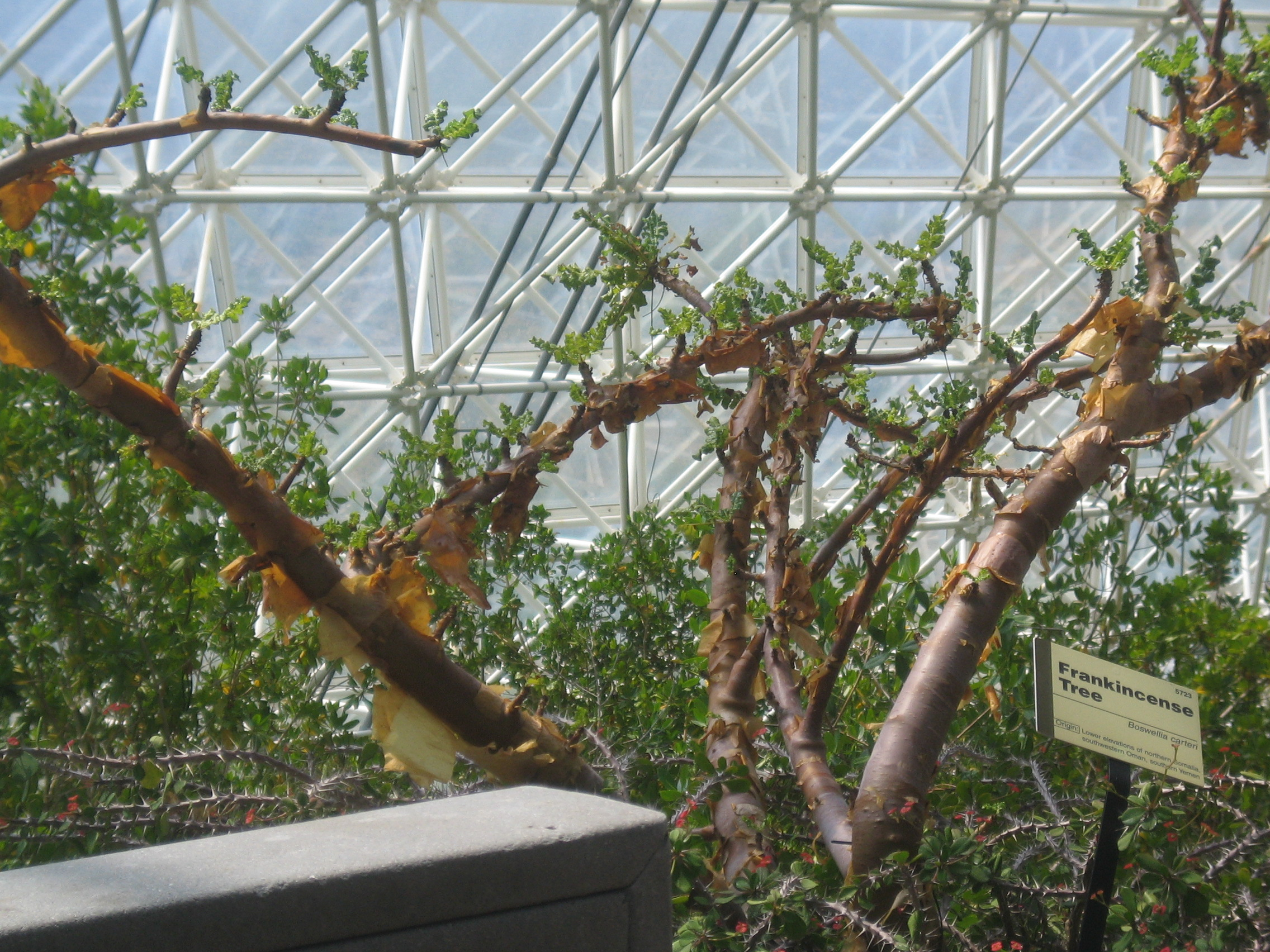
ボスウェリア属植物の樹木

乳香（にゅうこう）とは、ムクロジ目カンラン科ボスウェリア属の樹木から分泌される樹脂のこと。乳香の名は、その乳白色の色に由来する。 
古くからこの樹脂の塊を焚いて香とし、または香水などに使用する香料の原料として利用されている。
香以外にも中医薬・漢方薬としても用いられ、鎮痛、止血、筋肉の攣縮攣急の緩和といった効能があるとされる。また、多く流通している南アラビア地域では、唾液分泌の促進やリラクゼーションのために乳香樹脂をガムのように噛むことがある。

## 利用
水蒸気蒸留で得られる精油は、食品や飲料に香料として添加される。また、香水にも利用され、シトラス系、インセンス様、オリエンタル系、フローラル系など、様々な香水に使われている。ベンゼンなどの溶剤を使って抽出したアブソリュートは、香りの定着剤として多くの香水に用いられる。乳香が数千年にわたり宗教に利用されてきたことをかんがみると、香として利用した際の芳香成分には、リラクゼーションや瞑想に効果的であると考えられる。アロマテラピーに精油が用いられるが、樹脂を燃焼させた際の成分とは異なるため、香としての効能を流用することはできない。精油には強い刺激作用があり、産地や抽出法で成分が異なるため効能を一般化することは困難だが、香りを楽しむ目的で精油をマッサージなどと併用するのなら、アロマテラピーでの利用も有益であるかもしれない。精油の香りには興奮作用が、樹脂を燃やした香りにはリラックス効果が見られるようである。精油は強力な抗菌活性を持つが、抗真菌作用は非常に弱い。

## 生産
ボスウェリア属の樹木は、オマーン、イエメンなどのアラビア半島南部、ソマリア、エチオピア、ケニア、エジプトなどの東アフリカ、インドに自生している。 これらの樹皮に傷をつけると樹脂が分泌され、空気に触れて固化する。1 - 2週間かけて乳白色 - 橙色の涙滴状の塊となったものを採集する。樹脂の性質は樹木の種類や産地によって大きく異なる。樹木は栽培して増やすことが困難で、これらの自生地の特産品となり、かつては同じ重さの金と取引されたこともある。古い時代には、現在はオマーンに属するアラビア南部のシスルから積み出される乳香が特に知られていた。現在も良質とされるものの商業的な生産は主にオマーンで行なわれている。近年は火災、カミキリムシによる害、乱獲、乱開発、農地への転換などで急速に減少している。最近の研究では、今後50年で約90％減少すると予想されており、持続は不可能と考えられている。

## 歴史
乳香は紀元前40世紀にはエジプトの墳墓から埋葬品として発掘されているため、このころにはすでに焚いて香として利用されていたと推定されている。古代エジプトでは神に捧げるための神聖な香として用いられていた。神に捧げるための香という点は古代のユダヤ人たちにも受け継がれており、聖書にも神に捧げる香の調合に乳香の記述が見られる。
また、ベツレヘムでイエス・キリストが生まれた時に東方の三博士がイエス・キリストに捧げた贈り物の中に乳香、没薬、黄金がある。
日本にも10世紀には薫香の処方内への記述が現れるため、このころにシルクロードを通じて伝来したものと考えられている。
日本正教会を含む正教会では、古代から現代に至るまで、奉神礼で香炉で乳香を頻繁に焚いて用いる。振り香炉にも乳香が用いられる。
香水などへの使用が行なわれるようになったのは16世紀に入ってからであり、乳香を水蒸気蒸留した精油や溶剤抽出物であるアブソリュートがこの用途に用いられるようになった。
西アジア及び地中海周辺地域の古代において乳香は、虫除け、宗教儀式、炎症薬として用いられていたこともあり乳香の需要は高く、その需要に対しての供給量（収穫量）が少い場合は価格が高騰し、金と同じ重量で取引された記録がある。また西アジア及び地中海周辺地域において乳香の価格が高騰した際にはインド産“ボスウェリア・コナラ”から抽出された乳香のインディアン・フランキンセンスが交易商人によって輸入された。少なくともマウリヤ朝時代（紀元前322年 - 紀元前185年）には交易によってインドから西アジアに輸出されたと思われる記録及び民間伝承写本が幾つかある。
インドにおいての乳香の歴史も古くインド聖典“アーユルヴェーダ”医学に用いられた。

## 名称
オリバナム（中世ラテン語: olibanum ; オリバヌム）の語源ともされるアラビア語 اَللُّبَان （al-lubān, アッ＝ルバーン, 乳香；乳香が取れる樹木の名称）は、「ミルク、乳」を意味する語 لَبَن （laban, ラバン）からの派生語とされる。なお al- はアラビア語の定冠詞で、定冠詞無し名詞のみとしては لُبَان（lubān, ルバーン, 乳香）が用いられている。
別名フランキンセンス（またはフランクインセンス、英語: frankincense）は、古フランス語: franc encense 「醇正な薫香」に由来する。